# Ernst Anton Clarus
Ernst Anton Clarus (* 31. Juli 1776 in Scherneck bei Coburg; † 31. Dezember 1848 in Bamberg) war ein deutscher evangelischer Geistlicher und Politiker.

## Leben
Sein älterer Bruder war der Mediziner Johann Christian August Clarus.
Er besuchte von 1789 bis 1795 das Gymnasium Coburg und immatrikulierte sich anschließend an der Universität Leipzig zu einem Theologiestudium.
Nachdem er am 10. Mai 1804 in Coburg ordiniert worden war, erhielt er in der Korbmachergemeinde Michelau seine erste Pfarrstelle; 1807 wurde Ernst Anton Clarus erster Dekan des Evangelisch-Lutherischen Dekanats in Michelau.
Mit königlichem Beschluss vom 28. September 1813 wurde er Stadtpfarrer und Dekan in Bamberg, dazu kam noch die Aufgabe des Distriktschulinspektors. 
1817 promovierte er an der Universität Erlangen zum Dr. phil. 
Am Sonntag, den 1. August 1819 weihte er den Neubau der evangelischen Kirche in Michelau feierlich ein, seit dieser Zeit wird jährlich am ersten Sonntag im August die Kirchweih in Michelau gefeiert.
Als Nachfolger des Pfarrers Johann Heinrich Witschel (1769–1847) gehörte er in der Zeit vom 23. März 1819 bis 1828 der Kammer der Abgeordneten des 1. bis 4. Bayerischen Landtages an; als Abgeordneter vertrat er für den Obermainkreis das Konsistorium Bayreuth. Sein Antrag, das Kreis- und Stadtgericht Bamberg in die 1. Klasse zu erheben, wurde an das zuständige königliche Staatsministerium weitergesandt.
Am 1. Oktober 1838 erfolgte seine Emeritierung.

## Ehrungen
Ihm zu Ehren wurde die Dekan-Clarus-Straße in Michelau nach ihm benannt.

## Schriften (Auswahl)
- Ritual für die Kirchen-Gemeine der protestantischen Stadtkirche zu Bamberg. Bamberg 1814.
- Erinnerung an die dritte Saekularfeier des Reformationsfestes in der evangelischen Stadtkirche zu Bamberg, sowie in den dahin gehoerigen beiden Kapitulardistrikten Bamberg und Michelau. Bamberg, Kunze 1817.
- Der Trauergottesdienst in der protestantischen Pfarrkirche zu Bamberg: am 28ten Oktober 1825. Bamberg 1825.